# The Time Traveler's Wife
The Time Traveler's Wife is een sciencefictionfilm uit 2009 onder regie van Robert Schwentke. De film is gebaseerd op het gelijknamige boek van Audrey Niffenegger.

## Verhaal
Henry DeTamble werkt in een bibliotheek in Chicago. Hij komt erachter een genetische afwijking te hebben waardoor hij vaak, buiten zijn wil en zonder tijdmachine, door de tijd reist. Hij kan niets meenemen: de kleren die hij draagt en wat hij in zijn handen heeft vallen op de grond, en hij verschijnt naakt in een andere tijd. Zijn eerste zorg is dan om kleding te pakken te krijgen, of desnoods een handdoek om te slaan.
Hij ontmoet daarbij het jonge meisje Clare, dat hem op zijn verzoek haar picknickkleed leent om om te slaan. Een andere keer ontmoet hij de volwassen Clare, en ze trouwen. Omdat hij niet in de hand heeft wanneer en hoe hij door de tijd reist is zijn relatie met Clare tamelijk gecompliceerd.

## Rolverdeling
| Acteur             | Personage          | Opmerkingen                               |
| ------------------ | ------------------ | ----------------------------------------- |
| Eric Bana          | Henry DeTamble     | Protagonist                               |
| Alex Ferris        | Henry DeTamble     | als kind                                  |
| Rachel McAdams     | Claire Abshire     | Henry's vriendin/vrouw                    |
| Brooklynn Proulx   | Claire Abshire     | als kind                                  |
| Hailey McCann      | Alba DeTamble      | Henry en Claires dochter (9-10 jaar)      |
| Tatum McCann       | Alba DeTamble      | Henry en Claires dochter (4-5 jaar)       |
| Ron Livingston     | Gomez              | Vriend van Claire en later ook van Henry. |
| Jane McLean        | Charisse           | Vriendin van Claire                       |
| Stephen Tobolowsky | Dr. David Kendrick | Doet genetisch onderzoek op Henry.        |
| Arliss Howard      | Richard DeTamble   | Henry's vader                             |
| Michelle Nolden    | Annette DeTamble   | Henry's moeder                            |
| Philip Craig       | Philip Abshire     | Claires vader                             |
| Fiona Reid         | Lucille Abshire    | Claires moeder                            |

## Productie
Acteurs Jennifer Aniston en Brad Pitt kochten de rechten van het boek al voordat het in 2003 werd gepubliceerd. Een samenwerking met de filmstudio New Line Cinema ging onmiddellijk van start in 2003. Hoewel Aniston uiteindelijk niets bijdroeg aan de film, diende Pitt als producent.
Steven Spielberg en David Fincher toonden allebei interesse in het project, maar het was Schwentke die in 2006 werd aangewezen als regisseur.
De selectie van de acteurs vond plaats in 2007. Bana en McAdams werden in april 2007 aangekondigd. De opnames begonnen in september 2007 in Toronto, een maand nadat ook Livingston aan de acteurs werd toegevoegd.

## Muziek
De soundtrack van The Time Traveler's Wife is gecomponeerd door Mychael Danna, en opgenomen met het Hollywood Studio Symphony in de Ocean Way Studios in het najaar van 2008. In de film, tijdens de bruiloft, speelt de Canadese indierockgroep Broken Social Scene een cover van Joy Divisions "Love Will Tear Us Apart". Het officiële soundtrackalbum kwam uit in 2009.